# Premio Pulitzer 1958
Quella del 1958 fu la quarantaduesima assegnazione dei Premi Pulitzer e vide il conferimento di quattordici premi in altrettante categorie, otto relative al mondo del giornalismo e sei relative al mondo della letteratura, della drammaturgia e della musica, a cui fu aggiunta una menzione speciale nel campo del giornalismo.
In quest'edizione, la giuria fu composta da 15 membri, tra cui il presidente della Columbia University, Grayson Kirk, e fu presieduta da Joseph Pulitzer, redattore del St. Louis Post-Dispatch nonché omonimo figlio del fondatore dei premi Pulitzer, Joseph Pulitzer.

## Giornalismo
- Pubblico servizio:

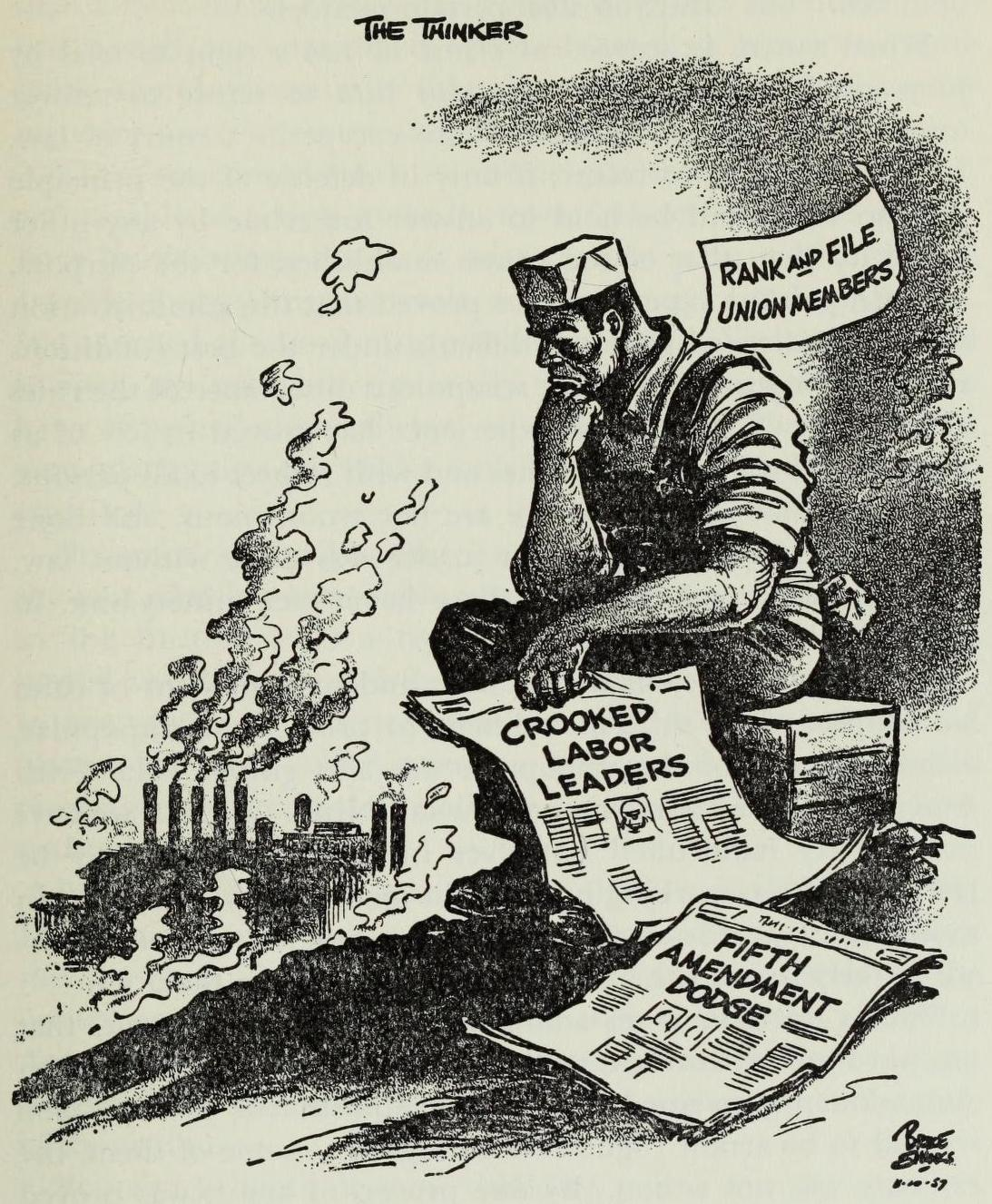
The Thinker, vincitrice del premio per la miglior vignetta editoriale

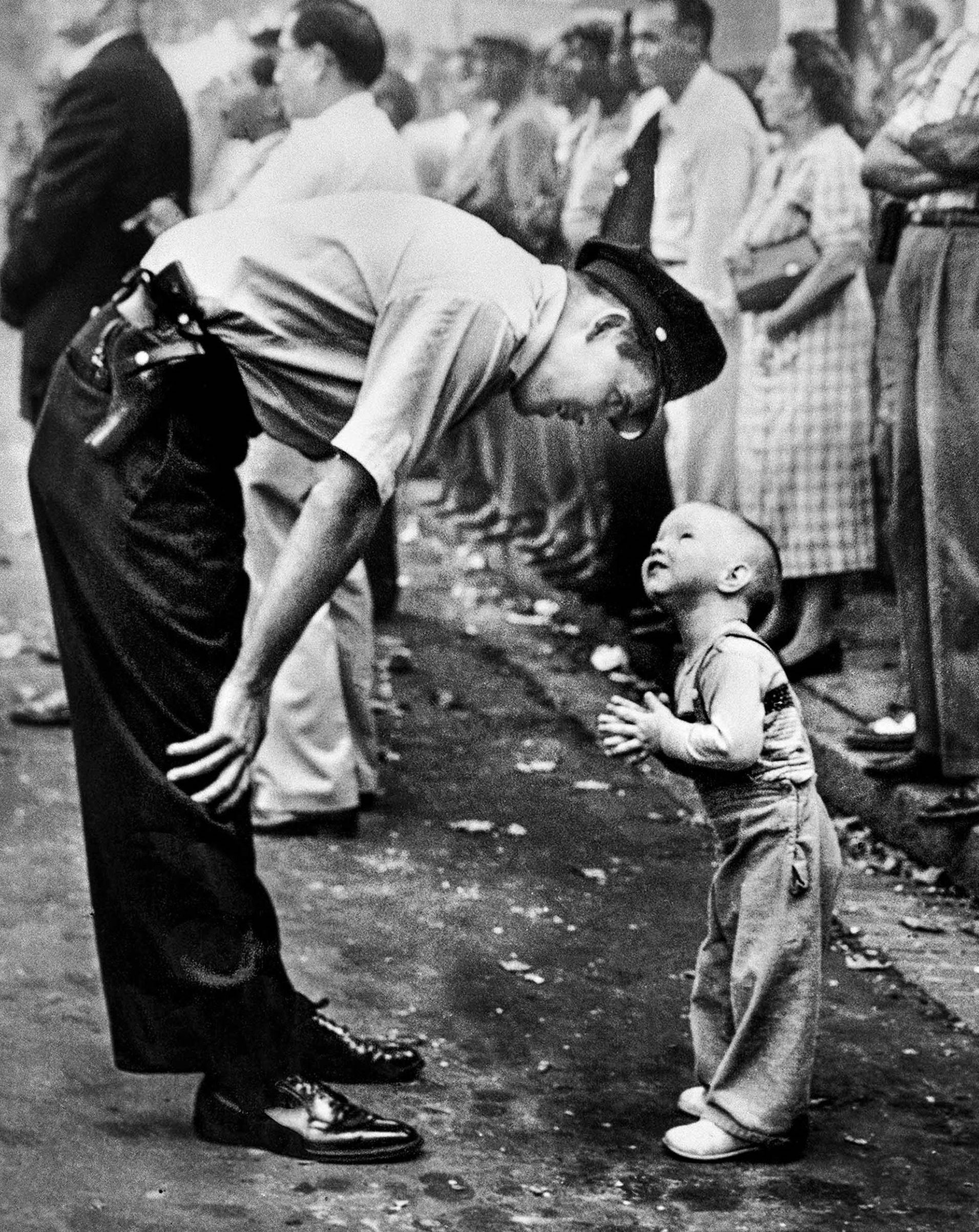
Faith and Confidence, vincitrice del Premio Pulitzer per la fotografia del 1958

  - Arkansas Gazette, per aver dimostrato le più alte qualità di senso civico, responsabilità giornalistica e coraggio morale di fronte alla grande tumulto generatori nell'opinione pubblica durante la crisi dell'integrazione scolastica del 1957. La coraggiosa e obiettiva copertura delle notizie del quotidiano, oltre alla sua politica ragionata e moderata, hanno fatto molto per riportare calma e ordine in una comunità sopraffatta, riflettendo un grande merito sui suoi redattori e sulla sua dirigenza.
- Giornalismo locale di ultim'ora:
  - Fargo Forum, per la rapida, vivida e dettagliata copertura di notizie e immagini di un tornado che ha colpito Fargo il 20 giugno 1957, realizzato da un piccolo ma competente staff di cronisti che ha pubblicato un resoconto completo degli eventi prima ancora che fossero trascorse cinque ore dal disastro.[3]
- Giornalismo locale investigativo:
  - George D. Beveridge, del Washington Evening Star, per la sua rubrica "Metro, City of Tomorrow", che descrive in modo approfondito i problemi urbani di Washington, stimolando un'ampia riflessione pubblica su questi problemi e incoraggiando ulteriori studi da parte di agenzie sia pubbliche che private.
- Giornalismo nazionale:
  - Clark Mollenhoff, del Des Moines Register and Tribune, per la sua persistente indagine sul racket nel mondo del lavoro, che includeva resoconti investigativi di ampia portata.[4]
  - Relman Morin, dell'Associated Press, per il suo drammatico e incisivo resoconto della violenza della folla scatenatasi il 23 settembre 1957, durante la crisi dell'integrazione alla Central High School di Little Rock, in Arkansas.
- Giornalismo internazionale:
  - The New York Times, per l'encomiabile attività di copertura delle notizie estere, caratterizzata da ammirevole iniziativa, continuità e alta qualità nel corso dell'anno 1957.
- Editoriale:
  - Harry S. Ashmore, direttore esecutivo dell'Arkansas Gazette, per la forza, l'imparzialità e la chiarezza degli editoriali da lui scritti sul conflitto dell'integrazione scolastica a Little Rock.
- Vignetta editoriale:
  - Bruce Shanks, del Buffalo Evening News, per la vignetta intitolata The Thinker, pubblicata il 10 agosto 1957.
- Fotografia:
  - William C. Beall, del The Washington Daily News, per la fotografia intitolata Faith and Confidence, ritraente il poliziotto Maurice Cullinane che ragiona pazientemente con un bambino di due anni che cerca di attraversare la strada durante una parata.

- Menzione speciale:
  - Walter Lippmann, editorialista del New York Herald Tribune, per la saggezza, la perspicacia e l'elevato senso di responsabilità con cui ha commentato per molti anni gli affari nazionali e internazionali.

## Letteratura, drammaturgia e musica
- Narrativa:
  - A Death in the Family, romanzo postumo di James Agee (McDowell, Obolensky).
- Drammaturgia:
  - Look Homeward, Angel, di Ketti Frings (Samuel French).
- Storia:
  - Banks and Politics in America, di Bray Hammond (Princeton University Press).
- Biografie o Autobiografie:
  - George Washington, Volumes I-VI, di Douglas S. Freeman, con il volume VII scritto da John Alexander Carroll e Mary Wells Ashworth dopo la morte di Freeman nel 1953. (Scribner).
- Poesia:
  - Promises: Poems 1954-1956, di Robert Penn Warren (Random).
- Musica:
  - Vanessa, di Samuel Barber (G. Schirmer), un'opera in quattro atti con libretto di Gian Carlo Menotti, eseguita per la prima volta presso la Metropolitan Opera House di New York il 15 gennaio 1958.